# Continvoir
Continvoir é uma comuna francesa na região administrativa do Centro, no departamento Indre-et-Loire. Estende-se por uma área de 42 km². Em 2010 a comuna tinha 441 habitantes (densidade: 10,5 hab./km²).